# 克勞德·阿貝斯
克勞德·阿貝斯（法語：Claude Abbes，1927年5月24日—2008年4月11日），是一名前法國職業足球員，在場上司職龍門。

## 球員生涯
阿貝斯的大部分職業生涯在法國球會聖伊天效力，在那裡他於1957年的獲得法甲冠軍，是球會有史以來的首次。
阿貝斯還是1954年和1958年代表法國國家隊參加國際足協世界盃，並於1958年瑞典世界盃上陣四場比賽，使法國隊獲得該屆季軍。阿貝斯於2008年4月11日去世。

## 外部連結
- 克勞德·阿貝斯 （页面存档备份，存于）於法國足球總會網頁